# Хоуп (Северна Дакота)
Хоуп (енгл. Hope) град је у америчкој савезној држави Северна Дакота.

## Демографија
По попису из 2010. године број становника је 258, што је 45 (-14,9%) становника мање него 2000. године.
| Група             | 2000.       | 2010.        |
| Белци             | 299 (98,7%) | 258 (100,0%) |
| Афроамериканци    | 1 (0,3%)    | 0 (0,0%)     |
| Азијати           | 1 (0,3%)    | 0 (0,0%)     |
| Хиспаноамериканци | 2 (0,7%)    | 0 (0,0%)     |
| Укупно            | 303         | 258          |